# Krystian Lupa

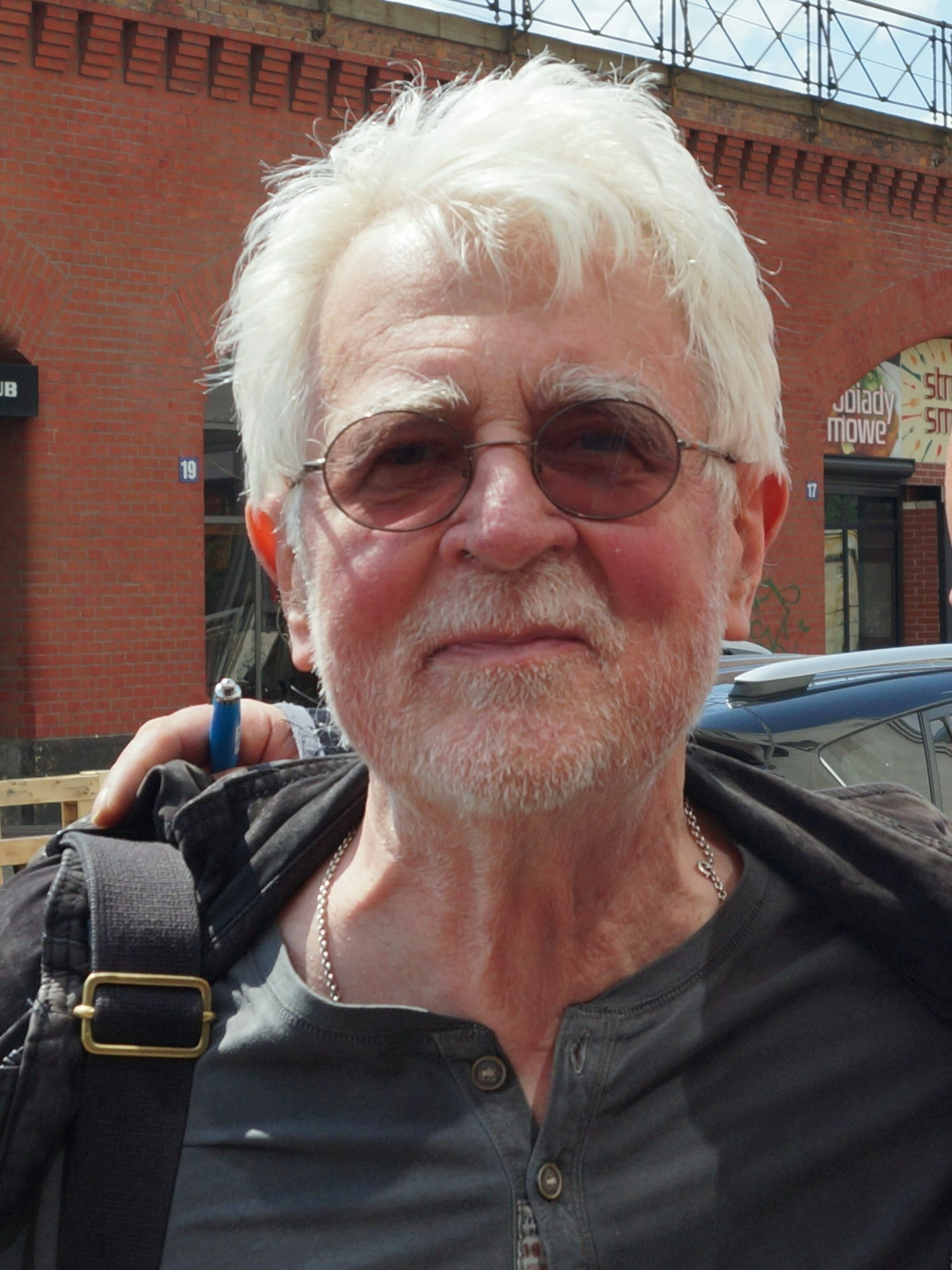
Krystian Lupa (2016)

Krystian Lupa (geboren am 7. November 1943 in Jastrzębie-Zdrój) ist ein polnischer Theaterregisseur. Er gilt heute als einer der renommiertesten polnischen Theaterregisseure.

## Leben
Nach einem Anfang an der Jagiellonen-Universität in Krakau wechselte Lupa an die Akademie der Bildenden Künste Krakau, wo er in den Jahren 1963–1969 studierte und mit einem Diplom in Graphik abschloss. An der Staatlichen Hochschule für Film, Fernsehen und Theater Łódź in Łódź studierte er Filmregie, an der Akademie der Theaterkünste Stanisław Wyspiański studierte er Theaterregie. Nach seinem Studium führte er im Alten Theater in Krakau und am Theater in Jelenia Góra Regie. Seine Arbeitsweise mit den Schauspielern und den Dramentexten bezeichnet er als Laborproben.
Lupa inszenierte vor allem Werke von Robert Musil, Thomas Bernhard, Fjodor Michailowitsch Dostojewski, Rainer Maria Rilke, Stanisław Ignacy Witkiewicz und Witold Gombrowicz.

## Auszeichnungen (Auswahl)
- 2009: Europäischer Theaterpreis[4]
- 2014: Nestroy-Theaterpreis in der Kategorie Beste Regie
- 2017: Ordre des Arts et des Lettres (Komtur)[5]